# Gheorghe Popovici (luptător)
Gheorghe Popovici (n. 4 mai 1938, Chișinău, România) este un fost luptător român în stil clasic. A concurat la Jocurile Olimpice de vară din 1960 și la Jocurile Olimpice de vară din 1964. S-a clasat pe locul VII la Roma în 1960 și a fost eliminat în calificările de la Tokyo în 1964. A luptat la categoria 87 – plus 87 kg.
A câștigat medalia de bronz la Campionatele Mondiale⁠(d) din 1961⁠(d) și s-a clasat pe locul IV în 1958⁠(d) și 1963⁠(d). A obținut, de asemenea, medalia de bronz la Campionatele Europene⁠(d) din 1967⁠(d).
A fost membru al clubului sportiv „Dinamo București” al Ministerului Afacerilor Interne și a avut gradul de locotenent major (în 1968).

## Distincții
- Ordinul „Meritul Sportiv” clasa a III-a (8 mai 1968) „pentru contribuția deosebită adusă la dezvoltarea mișcării de cultură fizică și sport și pentru merite deosebite în activitatea sportivă de performanță, cu prilejul împlinirii a 20 de ani de la înființarea Clubului sportiv «Dinamo»-București al Ministerului Afacerilor Interne”[5]